# Stanisław Matyka
Stanisław Matyka (ur. 12 listopada 1943 w Grębowie, zm. 24 października 2006) – polski zootechnik, profesor nauk rolniczych. Specjalizował się w paszoznawstwie i żywieniu zwierząt. Jest autorem lub współautorem ok. 210 prac naukowych oraz 32 prac popularnonaukowych. Efektem jego badań jest także 17 wdrożonych patentów. Odznaczony m.in. Złotym Krzyżem Zasługi i Medalem Komisji Edukacji Narodowej.